# أكيرا تورياما
أكيرا تورياما (باليابانية: 鳥山明) كان مؤلف مانغا شهير يابانيّ، من مواليد 5 أبريل 1955 في (اليابان، آيتشي، كيوسو)، ومن أشهر أعماله مانغا دراغون بول. كما كانت لأعماله الفنية الأثر الكبير في بعض المشاريع العالمية، مثل أنمي آسترو بوي.
قام أيضاً بتصميم شخصيات لعبتي كرونو تريجر دراغون كويست. ومن أشهر أعماله الأنمي دراغون بول الذي حاز على لقب الأسطورة وقد بدأ عرضه من سنة 1984 وإلى الآن الأنمي لم ينته بعد حيث أصبحت أحد أشهر أجزائه دراغون بول سوبر بعد دراغون بول زد
وفي عام 2015 قام أكيرا تورياما بالإعلان عن الجزء الجديد لدراغون بول وأسماه سوبر وهو تكملة لأرك ماجين بو لتتحدث القصة عن الفيلم حاكم وحاكم ومن ثم تدخل في أحداث الفيلم الأخير وهو عودة فريزا وظهور حاكم سايان الأزرق وهو عبارة عن قوة السايان الخارق مدموجة بقوة حاكم السايان.
وقد قرر أكيرا تورياما الكاتب للأنمي دراغون بول تكملة السلسلة العريقة والأسطورية لهذا الأنمي وصرح بأنه لم يكن يتوقع أن دراغون بول سيكون عالمياً ولكنه فخور جداً بهذا الإنجاز الذي أستمر في إعجاب الناس لسنين طويلة.

## الوفاة
توفي أكيرا تورياما في 1 آذار/مارس 2024 عن عمر ناهز الثامنة والستين، بسبب ورم دموي تحت الجافية.

## روابط خارجية
- أكيرا تورياما على موقع IMDb (الإنجليزية)
- أكيرا تورياما على موقع ميتاكريتيك (الإنجليزية)
- أكيرا تورياما على موقع روتن توميتوز (الإنجليزية)
- أكيرا تورياما على موقع قاعدة بيانات الأفلام العربية
- أكيرا تورياما على موقع ألو سيني (الفرنسية)
- أكيرا تورياما على موقع ميوزك برينز (الإنجليزية)
- أكيرا تورياما على موقع أول موفي (الإنجليزية)
- أكيرا تورياما على موقع قاعدة بيانات الأفلام السويدية (السويدية)
- أكيرا تورياما على موقع ديسكوغز (الإنجليزية)
- أكيرا تورياما على موقع قاعدة بيانات الفيلم (الإنجليزية)